# Guarea sprucei
Guarea sprucei är en tvåhjärtbladig växtart som beskrevs av C. Dc.. Guarea sprucei ingår i släktet Guarea och familjen Meliaceae. Inga underarter finns listade i Catalogue of Life.